# Boccacciomymar
Boccacciomymar is een geslacht van vliesvleugeligen uit de familie Mymaridae. De wetenschappelijke naam van dit geslacht is voor het eerst geldig gepubliceerd in 2007 door Triapitsyn & Berezovskiy.

## Soorten
Het geslacht Boccacciomymar omvat de volgende soorten:
- Boccacciomymar aligherini (Girault, 1915)
- Boccacciomymar conquistador Triapitsyn & Berezovskiy, 2007
- Boccacciomymar decameron Triapitsyn & Berezovskiy, 2007
- Boccacciomymar evanescens (Waterhouse, 1915)
- Boccacciomymar maria Triapitsyn & Berezovskiy, 2007
- Boccacciomymar nigugu Triapitsyn & Berezovskiy, 2007
- Boccacciomymar pobeda Triapitsyn & Berezovskiy, 2007
- Boccacciomymar tak Triapitsyn & Berezovskiy, 2007
- Boccacciomymar turneri (Waterhouse, 1915)
- Boccacciomymar victoria (Girault, 1938)